# Iwan Gobozow
Iwan Arszakowicz Gobozow (ros. Иван Аршакович Гобозов; ur. 10 listopada 1938 w Południowoosetyjskim Obwodzie Autonomicznym Związku Radzieckiego, zm. 8 września 2021) – radziecki i rosyjski filozof pochodzenia osetyjskiego.

## Życiorys
Urodził się we wsi Elturze rejonu Cchinwali Osetii Południowej. W roku 1962 podjął studia na Wydziale Filozoficznym Moskiewskiego Uniwersytetu Państwowego im. M.W. Łomonosowa. W szkole uczył się niemieckiego, ale na uniwersytecie postanowił opanować język angielski. Jednak wskutek braku grupy języka angielskiego dla początkujących wybrał język francuski, który Gobozowowi od razu się spodobał swoją muzykalnością i żywością. Gdy na trzecim roku studiów zaczęła się specjalizacja, nie mógł samodzielnie wybrać katedrę i zwrócił się o pomoc do prof. Wasilija Sokołowa, który w grupie Gobozowa prowadził seminaria z historii filozofii. Prof. Sokołow zapytał o znajomości języków obcych i po odpowiedzi Gobozowa, że włada językiem francuskim, doradził mu katedrę materializmu historycznego, gdzie pracował Chaczik Momdżan, który wspaniale znał język francuski i uchodził za wybitnego specjalistę w zakresie filozofii francuskiej. Później pod kierunkiem Momdżana Gobozow napisał swoją pracę dyplomową i rozprawę kandydacką, którą obronił w 1970 roku. Za radą Momdżana Gobozow zaczął studiować prace Raymonda Arona i po obronie dysertacji odbył jednoroczny staż w Collège de France, gdzie wówczas wykładał Aron.
W 1980 roku uzyskał stopień doktora nauk filozoficznych na podstawie rozprawy, napisanej pod opieką Raymonda Arona o filozofii historii we Francji. W 1982 otrzymał tytuł profesora na Uniwersytecie Moskiewskim. W swoich badaniach naukowych Gobozow skupia się na zagadnieniach filozofii społecznej, filozofii historii oraz politologii. Według danych RICN jest jednym z najbardziej cytowanych naukowców w Rosji. Jego spuścizna obejmuje 33 publikacji książkowych i ponad 200 artykułów. Sporo miejsca w twórczości Gobozowa zajmują również tłumaczenia prac francuskich myślicieli, zwłaszcza Raymonda Arona. W 2011 Iwan Gobozow został uhonorowany tytułem „Zasłużony Profesor Uniwersytetu Moskiewskiego“. 
Wypowiada się krytycznie wobec przeciwników Józefa Stalina, referat Nikity Chruszczowa „O kulcie jednostki i jego następstwach” określa jako falszywy, uważa rozpad ZSRR za katastrofę geopolityczną, a w powstaniu węgierskim 1956 roku i w Praskiej Wiosnie widzi wynik „podłości Chruszczowa”, który swoją propagandą antystalinowską destabilizował sytuację i spowodował wrzenia w krajach bloku wschodniego. Deklaruje się jako ateista w przeciwieństwie do swojej głęboko wierzącej matki.